# Tribal Jam
Tribal Jam est un groupe français de new jack swing, de RnB et de soul, originaire de Bordeaux, en Gironde. Il est formé en 1994 par les auteurs-compositeurs-interprètes et danseurs-chorégraphes Moïse (Moiz) et Joseph N'Tumba (JO'), et le compositeur-interprète René Dewael. Le groupe se sépare en 1998. Moïz et René continuent en solo.

## Histoire

### Formation et parcours
D'origine zaïroise, les deux frères sont membres d'une famille arrivée à Lormont, dans les années 1970-1980. Enfants, ils se mettent au saxophone et à la guitare en écoutant James Brown, Ray Charles, Otis Redding, The Temptations, The Jackson Five, Aretha Franklin et Stevie Wonder, Marvin Gaye, Les artistes Motown, et entre autres, de la Soul, du Gospel du jazz et du reggae. Moïse N'Tumba étudie le solfège et la guitare et est ceinture noire de taekwondo, avec son frère, ils ont étudié au conservatoire de Bordeaux. Les deux frères prennent des cours de danse contemporaine et de modern-jazz en parallèle aux danses urbaines comme le hip-hop. Après plusieurs groupes de leurs créations, où ils s'exercent à la composition, et à tout ce qui tourne autour du spectacle, ils rencontrent René de Wael qui les voit se produire sur scène. Il est alors guitariste, originaire de Toulouse, avec qui ils se mettent à composer. Ils rencontrent aussi Eric Bonnefond, pianiste de jazz qui est devenu le manager, associé de René dans un studio d'enregistrement consacré à la création musicale.
Tribal Jam est formé en 1994 à Bordeaux, en Gironde. Ils signent au label EMI, et publient leur premier album homonyme, Tribal Jam, en 1994 d'inspiration funk-soul. Les deux premiers singles sont des succès. EMI-Toshiba décide de sortir l'album en Asie. Leur clip sera le premier à utiliser le motion control[réf. nécessaire]. Il est à noter que leurs deux premiers clips, passent de nombreuses fois sur MTV Channel international.
En 1997, Tribal Jam publie son deuxième opus, Démarre le show. Ils reçoivent le prix du « meilleur album francophone » aux Africa Music Awards en Côte d'Ivoire. Ils sont sollicités au CORA de Sun City en Afrique du Sud, festival des artistes de la diaspora noire internationale, et nommés pour la « meilleure révélation de l'année » aux Victoires de la musique. Dans le même temps, ils collaborent à de nombreux projets comme le Sidaction, Les Enfants de la Terre, et Les Voix de la Liberté. En 1998, le groupe se sépare et quitte sa maison de disque EMI.

### Carrières solo
En 2003, Moïse enregistre le duo Symphony avec Shola Ama. En 2004, Moïse interprète le rôle de Draba, frère de Spartacus dans la spectacle musical Gladiateur, participe à Agir Réagir, album au profit des enfants d'Afrique du Nord et est invité par le groupe de rap marseillais IAM pour le titre Où va la vie ? en 2004-2005, ainsi que sur l'album concept d'Akhénaton (2006). Cette même année, il signe un duo franco-italien, avec l'artiste NEST (Cielo d'Afrika) qui résonne alors, sur les radios italiennes. En 2007, il enregistre un titre avec l'artiste Ménélik (dit MNLK), Tout se ramène à toi dont le clip est très remarqué (2007-2008). Après plusieurs collaborations, où ils signent des chansons-titres pour d'autres artistes-interprètes, de nouveaux projets sont en cours.
En 2012, Moïz signe avec le jeune label Very Good Team. En 2013, il enregistre son premier album solo dont le single Tes Silences est le premier extrait. Il participe le 27 novembre 2013 au Petit-bain à Paris.